# Copán (ort)
Copán är en ort i Honduras.   Den ligger i departementet Departamento de Copán, i den västra delen av landet, 220 km väster om huvudstaden Tegucigalpa. Copán ligger 583 meter över havet och antalet invånare är 6 336.
Terrängen runt Copán är huvudsakligen kuperad. Copán ligger nere i en dal. Runt Copán är det ganska glesbefolkat, med 48 invånare per kvadratkilometer. Copán är det största samhället i trakten. Omgivningarna runt Copán är en mosaik av jordbruksmark och naturlig växtlighet.